# Zeepalingen
De Zeepalingen (Congridae) vormen een familie straalvinnige vissen uit de orde van palingachtigen (Anguilliformes). Er zijn 225 soorten, verdeeld over een 30-tal geslachten. Zoals de naam doet vermoeden, leven zeepalingen uitsluitend in zeewater, hoofdzakelijk in de Atlantische, Indische en Grote Oceaan.
Zeepalingen zijn roofvissen die zich voornamelijk voeden met kleinere vissoorten. De meeste soorten leven diep onder water, dicht bij de zeebodem. Sommige soorten struinen over de zandbodem naar plankton. 
Op zeepalingen wordt gejaagd voor de consumptie.

## Onderfamilies en geslachten
- Onderfamilie Bathymyrinae
  - Geslacht Ariosoma
  - Geslacht Bathymyrus
  - Geslacht Chiloconger
  - Geslacht Kenyaconger
  - Geslacht Parabathymyrus
  - Geslacht Paraconger
  - Geslacht Rostroconger
- Onderfamilie Congrinae
  - Geslacht Acromycter
  - Geslacht Bassanago
  - Geslacht Bathycongrus
  - Geslacht Bathyuroconger
  - Geslacht Blachea
  - Geslacht Castleichthys
  - Geslacht Conger
  - Geslacht Congrhynchus
  - Geslacht Congriscus
  - Geslacht Congrosoma
  - Geslacht Diploconger
  - Geslacht Gnathophis
  - Geslacht Japonoconger
  - Geslacht Kenyaconger
  - Geslacht Lumiconger
  - Geslacht Macrocephenchelys
  - Geslacht Promyllantor
  - Geslacht Pseudophichthys
  - Geslacht Rhynchoconger
  - Geslacht Scalanago
  - Geslacht Uroconger
  - Geslacht Xenomystax
- Onderfamilie Heterocongrinae
  - Geslacht Gorgasia
  - Geslacht Heteroconger